# Ophiorrhiza dulongensis
Ophiorrhiza dulongensis är en måreväxtart som beskrevs av Hsien Shui Lo. Ophiorrhiza dulongensis ingår i släktet Ophiorrhiza och familjen måreväxter. Inga underarter finns listade i Catalogue of Life.